# Powerage
Powerage – piąty album studyjny australijskiego zespołu AC/DC, wydany w maju 1978 roku. Jest on również czwartym, ogólnoświatowym albumem studyjnym AC/DC. Wszystkie utwory są autorstwa Angusa Younga, Malcolma Younga, i Bona Scotta.
Album został oryginalnie wydany przez wytwórnię Atlantic Records. Osiągnął 133. pozycję na amerykańskiej liście Billboardu, Pop Albums, oraz został sprzedany w ponad milionie egzemplarzy w tym samym kraju.

## Opis albumu
Powerage jest pierwszym albumem AC/DC wydanym niemal w tym samym czasie na obu – australijskim i międzynarodowym – rynkach, oraz jest pierwszym który został wydany z tą samą okładką na obu rynkach. Również jest pierwszym albumem pod względem listy utworów, która jest taka sama na wszystkich wersjach albumu, z wyjątkiem europejskiej edycji winylowej. Zawiera ona utwór „Cold Hearted Man”, który nie został oficjalnie wydany na żadnym innym albumie AC/DC. Dodatkowo, niektóre wczesne egzemplarze tej edycji albumu nie zawierają utworu „Rock ’n’ Roll Damnation”.
Na Powerage zadebiutował nowy basista zespołu, Cliff Williams. Jest to ostatni album studyjny zespołu wyprodukowany przez Harry’ego Vandę i George’a Younga, gdy wokalistą zespołu był Bon Scott.

## Lista utworów

### Oryginalne wydanie winylowe i wszystkie wydania CD
| 1. | „Rock ’n’ Roll Damnation” | 3:37  |
|    |                           |       |
| 2. | „Down Payment Blues”      | 6:03  |
|    |                           |       |
| 3. | „Gimme a Bullet”          | 3:21  |
|    |                           |       |
| 4. | „Riff Raff”               | 5:11  |
|    |                           |       |
| 5. | „Sin City”                | 4:45  |
|    |                           |       |
| 6. | „What's Next to the Moon” | 3:31  |
|    |                           |       |
| 7. | „Gone Shootin'”           | 5:05  |
|    |                           |       |
| 8. | „Up to My Neck in You”    | 4:13  |
|    |                           |       |
| 9. | „Kicked in the Teeth”     | 4:03  |
|    |                           |       |
|    |                           | 39:49 |
|    |                           |       |

### Europejskie wydanie winylowe
| 1.  | „Rock ’n’ Roll Damnation” | 3:05  |
|     |                           |       |
| 2.  | „Gimme a Bullet”          | 3:00  |
|     |                           |       |
| 3.  | „Down Payment Blues”      | 5:50  |
|     |                           |       |
| 4.  | „Gone Shootin'”           | 4:19  |
|     |                           |       |
| 5.  | „Riff Raff”               | 5:14  |
|     |                           |       |
| 6.  | „Sin City”                | 4:40  |
|     |                           |       |
| 7.  | „Up to My Neck in You”    | 4:58  |
|     |                           |       |
| 8.  | „What's Next to the Moon” | 3:15  |
|     |                           |       |
| 9.  | „Cold Hearted Man”        | 3:15  |
|     |                           |       |
| 10. | „Kicked in the Teeth”     | 3:45  |
|     |                           |       |
|     |                           | 41:21 |
|     |                           |       |
- Kompozytorami wszystkich utworów są Angus Young, Malcolm Young, i Bon Scott.
- Niektóre wczesne europejskie egzemplarze winylowe nie zawierają utworu „Rock ’n’ Roll Damnation”.
- Dla europejskiego rynku utwory zostały zremiksowane, z małymi zmianami w wokalu i/lub partiach gitar, oraz okazjonalnie z dodatkowymi sekcjami i dłuższymi lub krótszymi zakończeniami.

## Twórcy

### Wykonawcy
- Angus Young – gitara prowadząca
- Malcolm Young – gitara rytmiczna
- Bon Scott – śpiew
- Phil Rudd – perkusja
- Cliff Williams – gitara basowa

### Produkcja
- Producenci: Harry Vanda, George Young
- Inżynier dźwięku: Mark Opitz